# Prise d'Alep
Ne doit pas être confondu avec Bataille d'Alep.
Pour un article plus général, voir Offensive rebelle de 2024 en Syrie.
- Territoire contrôlé par le gouvernement syrien et ses alliés
- Territoire contrôlé par Hayat Tahrir al-Cham, l'Armée nationale syrienne et leurs alliés
- Territoire contrôlé par les Forces démocratiques syriennes

Guerre civile syrienne
Batailles
La deuxième bataille d'Alep ou prise d'Alep se déroule du 27 au 30 novembre 2024, dans le cadre de la guerre civile syrienne.  Elle se déroule au début une offensive, baptisée opération Dissuasion de l'agression, menée par les rebelles de Hayat Tahrir al-Cham (HTC) et de l'Armée nationale syrienne (ANS) contre les forces progouvernementales de l'Armée arabe syrienne.
En quelques jours, les forces du régime syrien s'effondrent et les rebelles s'emparent de la majeure partie de la ville. Les Forces démocratiques syriennes conservent le contrôle de Cheikh Maqsood et de quelques quartiers adjacents mais elles se retrouvent isolées et encerclées.

## Contexte
Depuis le cessez-le-feu instauré à Idleb en mars 2020 à la suite de l'offensive de Maarat al-Nouman et Saraqeb, les affrontements de grande envergure entre les forces de l'opposition et celles du régime dans le nord-ouest de la Syrie ont cessé. Toutefois, à partir de mai 2022, des infiltrations sporadiques et des attaques ciblées se multiplient.
Le 27 mai 2023, Hayat Tahrir al-Cham organise un « Rassemblement révolutionnaire pour le peuple d'Alep », destiné à crédibiliser ses capacités militaires et administratives auprès du reste de l'opposition syrienne,. Durant cette conférence, le chef de Hayat Tahrir al-Cham, Abou Mohammed al-Joulani, déclare : « La préparation militaire a atteint son apogée […] Jusqu'à présent, la révolution syrienne […] n'avait jamais atteint ce qu'elle a atteint aujourd'hui. Et il ne nous reste pas grand-chose, par la permission d'Allah le Très-Haut, avant que nous atteignions Alep. Je vous vois assis à Alep comme je vous vois devant moi maintenant, par la permission d'Allah le Très-Haut ».
En octobre 2024, une mobilisation d'envergure est observée dans les campagnes de l'ouest du gouvernorat d'Alep, impliquant à la fois Hayat Tahrir al-Cham et les forces gouvernementales. HTC semble avoir intensifié ses préparatifs en vue d'une offensive majeure contre les positions du régime dans la ville d'Alep. Par ailleurs, le 26 novembre 2024, l'artillerie gouvernementale bombarde l'institut de mémorisation du Coran de la grande mosquée d'Ariha, tuant 3 enfants et blessant 14 civils, pour la plupart mineurs. L'objectif de l'offensive affiché par les rebelles est de mettre fin aux bombardements sur les civils d'Idlib, en détruisant des pièces d'artillerie et en attaquant des bases iraniennes et syriennes.

## Déroulement

Évolution de la situtation à Alep et ses environs entre le 27 et le 30 novembre 2024 :
Territoire contrôlé par le gouvernement syrien et ses alliés
Territoire contrôlé par Hayat Tahrir al-Cham, l'Armée nationale syrienne et leurs alliés
Territoire contrôlé par les Forces démocratiques syriennes

Le 27 novembre 2024, le commandement des opérations militaires, qui rassemble Hayat Tahrir al-Cham et le Front national de libération, annonce le lancement d'une offensive baptisée Dissuasion de l'agression contre les forces progouvernementales dans l'ouest du gouvernorat d'Alep,. L'armée turque est également présente dans la région d'Idleb, mais le président Recep Tayyip Erdoğan laisse les rebelles passer l'offensive en raison de l'échec de ses tentatives de rapprochements avec Bachar el-Assad,.
Au cours de la première journée, les rebelles prennent le contrôle d'une dizaine de villages — dont Shaikh Ali, Al-Muhandisin, Bsartun, Jobas et Kafr Battikh — ainsi que la base du régiment 46,, auparavant tenue par les miliciens palestiniens du Liwa al-Quds et les Iraniens du Corps des gardiens de la révolution islamique. Les forces rebelles arrivent ainsi à une dizaine de kilomètres d'Alep. L'aéroport de Neirab, à l'est d'Alep, est également touché par une attaque de drones-suicides. De leurs côtés, les avions du régime syrien et les avions russes mènent plusieurs raids dans la zone,. Des bombes barils sont larguées par des hélicoptères sur Kafr Battikh pour la première fois depuis 2020.
Le 28 novembre, les rebelles poursuivent leur progression, notamment avec la prise du village de Zerba et de la ville de Khan al-Assal,. Ils arrivent alors à cinq kilomètres d'Alep et à la lisière de la ville de Saraqeb. L'autoroute M5, reliant Damas à Alep, est également coupée,. À la fin de la journée, les rebelles contrôlent une quarantaine de villages. Dans une vidéo publiée par le commandement des opérations militaires, le chef rebelle Abou Zoubeir al-Chami incite les soldats syriens à faire défection. 
Le 29 novembre, les rebelles entrent dans la ville d'Alep par l'ouest et le sud-ouest. Les forces du régime n'opposent qu'une faible résistance et cinq quartiers tombent en quelques heures aux mains des assaillants. Les rebelles s'emparent également de la ville de Saraqeb et de plusieurs autres localités, dont Al-Mansoura, Jab Kas et Al-Bawabiya, contrôlant ainsi une cinquantaine de village depuis le début de l'offensive. De son côté, l'aviation russe intensifie ses frappes, tandis que l'armée syrienne envoie de nombreux renforts à Alep, avec notamment des éléments de la 25e division des forces spéciales (ex-Forces du Tigre), de la 4e division blindée et de la milice palestinienne du Liwa al-Quds.
Au cours de la nuit du 29 au 30 novembre, les défenses du régime s'effondrent totalement. Le commandement des opérations militaires décrète un couvre-feu de 23 h 30 à 8 h. Les rebelles atteignent la citadelle et la grande Mosquée d'Alep et prennent le contrôle de la moitié de la ville,. Au matin du 30 novembre, la majeure partie de la ville est en leurs mains, avec notamment la prise de nombreux bâtiments gouvernementaux, dont le gouvernorat, le siège de la police et des prisons,. À la prison de la sécurité militaire, ils libèrent une centaine de détenus, dont Mohammed Othman al-Taqim, incarcéré depuis 1991 sous une fausse accusation d'appartenance aux Frères musulmans,.  Ils déboulonnent un buste de Hafez el-Assad et une statue de Bassel al-Assad, respectivement père et frère du dictateur syrien.   
Le 29 novembre, en réaction à l'avancée des rebelles, les Forces démocratiques syriennes se remobilisent dans les quartiers kurdes de Cheikh Maqsoud et d'Achrafieh, dans le nord de la ville d'Alep. Le lendemain, elles investissent différentes positions abandonnées par le régime, notamment la zone industrielle de Cheikh Najjar, la centrale thermique (ar) de Sfireh et Dayr Hafir. Elles entrent également dans les villes chiites de Nubl et Zahraa et à l'aéroport international d'Alep, mais en sont chassées le jour même par les rebelles,. Nubl et Zahraa reçoivent la promesse du Gouvernement de salut syrien d'être épargnée de toute violence sectaire. À l'aéroport, les rebelles détruisent les bouteilles d'alcool du duty free. 
À la fin de la journée du 30 novembre, la ville d'Alep est abandonnée par les troupes du régime et son contrôle se retrouve partagé entre les rebelles et les Forces démocratiques syriennes, qui engagent des pourparlers,.
À la suite de cette bataille, l'offensive s'étend au gouvernorat de Hama. 

## Pertes
Selon l'Observatoire syrien des droits de l'homme, les pertes sont, à la date du 29 novembre, d'au moins 100 morts pour les forces du régime syrien, dont 79 soldats et miliciens du régime, six miliciens syriens pro-iraniens et 15 miliciens étrangers pro-iraniens. Au moins huit soldats loyalistes faits aussi prisonniers. Côté rebelle, les pertes sont d'au moins 135 morts pour Hayat Tahrir al-Cham et d'au moins 24 morts pour l'Armée nationale syrienne. 
Selon l'OSDH, les bombardements de la Russie et du régime syrien causent la mort d'au moins 24 civils, dont trois femmes et quatre enfants, tandis que ceux des rebelles causent la mort d'au moins quatre civils.
L'agence Tasnim annonce également la mort du général iranien Kioumars Pourhashemi, du Corps des gardiens de la révolution islamique, présenté comme étant l'« un des hauts conseillers iraniens à Alep »,.

## Analyse
Selon l'expert Aron Lund (sv), « à moins qu'il ne lance une contre-offensive bientôt ou que la Russie et l'Iran n'envoient beaucoup plus de soutien », le gouvernement de Bachar el-Assad ne pourra pas reprendre Alep.
Selon le chercheur Muhsen al-Mustafa, Alep était leur cible principale, mais ces derniers n'avaient pas de plan opérationnel détaillé allant au-delà. Damas était un objectif de plus long terme pour la rébellion qui prévoyait une succession d'attaques organisée sur une période allant jusqu'à un an et demi.

## Réactions internationales
Le 29 novembre, la Russie demande au régime de Bachar el-Assad de « mettre de l'ordre au plus vite » à Alep. Le même jour, la Turquie appelle à mettre fin aux attaques : « Nous avons demandé qu’il soit mis fin aux attaques. Les affrontements récents ont généré une escalade indésirable des tensions dans la région frontalière ».

## Suites

### Affrontements entre l'ANS et les FDS
Le 30 novembre, l'Administration autonome du nord et de l'est de la Syrie (AANES) aurait facilité l'entrée de 2 892 déplacés d'Alep dans le nord-est de la Syrie.
Le 1er décembre 2024, Hayat Tahrir al-Cham s'empare de l'école d'artillerie de campagne et de l'académie militaire à la périphérie de la ville. Pendant ce temps, des affrontements ont eu lieu entre la ANS et les FDS dans le district industriel de Cheikh Najjar. Parallèlement, les FDS ferment la route reliant les zones situées dans la campagne du nord d'Alep et le centre-ville d'Alep. Plus tard dans la journée, en réponse aux gains rapides des rebelles à Alep et à Tall Rifaat, l'AANES déclare l'état de mobilisation générale. Les rebelles demandent aux forces kurdes d'Alep de partir avec leurs armes vers le nord-est.
Le 1er décembre également, l'armée de l'air russe mène une frappe aérienne sur l'hôpital universitaire d'Alep, tuant 12 personnes et blessant deux journalistes.
Le 2 décembre 2024, les rebelles prennent aux FDS la zone industrielle de Cheikh Najjar, puis poussent plus au sud et capturent Khanasser.

### Évacuation d'Alep par les FDS
Dans les semaines qui suivent plusieurs accrochages continent d'avoir lieu dans les quartiers de Cheikh Maqsoud et d'Achrafieh entre les Forces démocratiques syriennes et l'Armée nationale syrienne,. Les forces d'Hayat Tahrir al-Cham gardent en revanche leur distances et évitent l'affrontement avec les forces kurdes. Selon le Réseau syrien pour les droits de l'homme, 65 civils sont tués par des snipers des FDS entre novembre 2024 et janvier 2025.
En décembre, à la suite d'un accord avec HTC, les YPG et les YPJ, forts de 1 000 combattants, évacuent la ville d'Alep. La sécurité des quartiers de Cheikh Maqsoud et d'Achrafieh n'est alors assurée que par les Assayech et le Comité de protection.
Le 10 mars, Ahmed al-Charaa et Mazloum Abdi signent un accord à Damas prévoyant l'intégration au sein de l'État syrien des institutions civiles et militaires de l'Administration autonome du Nord et de l'Est de la Syrie, contrôlée par les Forces démocratiques syriennes. Le 1er avril, le conseil local d'Achrafieh et de Cheikh-Maqsoud et des représentants des nouvelles autorités syriennes signent un accord replaçant les deux quartiers kurdes sous l'autorité de Damas, tout en préservant une forme d'autonomie pour les institutions kurdes. Le 4, plus de 500 combattants kurdes se retirent d'Alep et un échange de prisonniers est effectué au cours duquel 146 civils et soldats sont libérés par le gouvernement contre 97 personnes détenues par les Kurdes. Fin avril, le lieutenant-colonel Mohamed Abdelghani, responsable de la sécurité de la province d’Alep et membre du comité de suivi de l’accord avec les Kurdes, déclare cependant que seulement 600 des 2 400 combattants kurdes de Cheikh Maqsoud et Achrafieh ont été évacués.

## Vidéographie
- [vidéo] Syrie : après cinq ans de fronts gelés, des jihadistes lancent une offensive dans la région d'Alep, France 24, 28 novembre 2024.
- [vidéo] Drapeau de la Syrie brûlé, buste de Bachar al-Assad piétiné...Les djihadistes et les rebelles célèbrent leur avancée à Alep, Le Figaro, 30 novembre 2024.
- [vidéo] Syrie : Ce que l'on sait de l'offensive rebelle à Alep, France 24, 30 novembre 2024.